# Роботи та Імперія
«Ро́боти та Імпе́рія» (англ. Robots and Empire) — науково-фантастичний роман  американського письменника Айзека Азімова, що вийшов у видавництві «Doubleday» 1985 року. Це четвертий роман в серії про роботів Азімова.

## Сюжет
Детектив Ілля Бейлі помер близько двох століть тому. За ці два століття частина землян подолала агорафобію та колонізувала декілька десятків планет, перевага спейсерів в космічних подорожах та озброєнні майже зникла.
Доктор Хан Фастольф помер заповівши двох найцінніших роботів Деніела Оліво та Жискара Рівентлова соляріанці Гледії Дельмар.
До цього моменту Фастольфу вдавалось пригнічувати агресивну політику аврорців. Насправді ж це робив робот-телепат Жискар, який завжди супроводжував Фастальфа.
Політичний суперник Фастольфа доктор Келден Амадейро знову починає вишуковувати плани знищити землян.
На планеті Солярія, раптово припинилась людська активність. Кораблі поселенців які приземлились на Солярії, маючи намір знайти там численних залишених роботів (див. «Оголене сонце») і продати їх іншим світам спейсерів, були загадково знищені.
Капітан корабля поселенців Діджі Бейлі нащадок Іллі, запрошує Гледію допомогти розвідати ситуацію на Солярії. Уряд Аврори відпускає Гледію у подорож, оскільки впливовий Амадейро надіється, що вона там загине.
На Солярії екіпаж корабля зазнає нападу роботів очолюваних новим людиноподібним роботом, сильнішим ніж Даніел Оліво. Людиноподібний робот хоче знищити всіх людей окрім Гледії, оскільки вона розмовляла по соляріанськи. Зрештою, мозок людиноподібного робота був зупинений Жискаром і корабель поселенців залишив Солярію.
Роботи Даніел та Жискар здогадуються, що соляріани зуміли звузити поняття людини в законах робототехніки, до особи, що розмовляє по соляріанськи. Вони розуміють, що існуючі три закони не повні і досить умовні. Оскільки робот-телепат Жискар може відчувати також моральну шкоду людині, а його колега Даніел може більш тонко оріентуватись в ситуації коли різного ступеня фізичної шкоди можна завдати різним людям.
Корабель вертається на свій світ Бейлі. Де Гледія спочатку під тиском обставин, потім залюбки, стає публічною особою, політиком, що закликає відкинути відмінності між людьми та спейсерами.
Доктор Василія, що відвідувала Солярію незадовго до її опустіння, розповідає Амадейро, що бачила у соляріан розробки портативної ядерної зброї, досконалих людиноподібних роботів та роботів-телепатів.
Василія згадує, що подібну телепатичну схему вона колись склала для свого робота-няньки Жискара і вимагає повернути Гледію з її роботами на Аврору.
Капітан Діджі повертає Гледію з роботами на Аврору і Василія, нагадавши Жискару, що вона автор його телепатичної схеми, вимагає його визнати себе її слугою.
Робот Даніел Оліво, який має здібність розмірковувати більш по-людськи, умовляє Жискара не підкорюватись Василії, бо ця дія завдасть шкоди всьому людству.
Не завдати шкоди всьому людству, це є зміст нещодавно винайденого цими роботами нульвого закону робототехніки.
Жискар стирає пам’ять Василії, і корабель капітана Діджі відвозить Гледію з роботами на Землю.
Роботи підозрюють Амадейро у засланні на Землю людиноподібних роботів для диверсії. Після замаху людиноподібного робота на Жискара, вони дізнаються в нього знаходження бази Амадейро та його помічника Ленуара Мандамуса.
Автор плану диверсії Мандамус хоче невідворотними змінами поступово збільшити природну радіацію Землі, щоб дати людям час поступово покинути Землю. Амадейро ж хоче мільярдних людських жертв.
Жискар стирає пам'ять обох в останній момент, але дозволяє здійснитись планові Мандамуса.
На відміну від Мандамуса, Жискар вважає, що обезлюднення Землі зміцнить дух поселенців і усуне їх психологічну слабкість — залежність всього людства від добробут планети Земля.
Після цього, усвідомивши свою місію виконаною і усвідомлюючи своє подальше існування загрозою людству, Жискар вимикається, попередньо передавши свої телепатичні здібності більш тонко налаштованому людиноподібному Даніелу.
Який вирішує взяти під контроль людиноподібних роботів на Землі і допомагати людству тільки неявно, керуючить нульовим законом, який спиратиметься на ще не розроблену психоісторію.
І надалі стерти всі згадки про людиноподібних робтів, щоб уникнути долі вимираючих світів спейсерів.